# 方正林业局
方正林业局，又称方正重点国有林管理局，是一个位于中华人民共和国黑龙江省哈尔滨市方正县的类似乡级单位，亦是中国龙江森林工业集团（黑龙江省森林工业总局）所属的一个林业局，分属松花江林业管理局。
方正林业局始建于1957年，位于松花江中游南岸，属长白山脉小白山系，张广才岭东北麓。地跨方正县、林口县、依兰县，施业区总面积203582公顷，其中有林地面积178371公顷，人口45311人。

## 行政区划
方正林业局下辖以下单位：
红旗社区、胜利社区、新立社区、前进社区、东风社区、陈家亮子经营所、吉岭经营所、沙河子经营所、红一经营所、响河林场、星火林场、西沟林场、万宝山林场。